# Karen Brazell
Karen Brazell (née le 25 avril 1938 – décédée le 18 janvier 2012) est une professeure et traductrice américaine de littérature japonaise. Son édition en anglais de Les Confessions de Dame Nijō remporte un National Book Award dans la catégorie des traductions,.

## Biographie
Karen Brazell est titulaire d'un Ph.D. de l'Université Columbia. Elle est jusqu'à sa mort professeure émérite Goldwin Smith de littérature et théâtre japonais à l'Université Cornell.
Elle meurt en 2012 à l'âge de 73 ans,.

## Traductions et éditions
- Karen Brazell (trans), The Confessions of Lady Nijo. A Zenith book, published by Arrow Books Ltd., London, 1983.  (ISBN 0-600-20813-3)
- Karen Brazell (Editor), James T. Araki (Translator) Traditional Japanese Theater: An Anthology of Plays (Translations from the Asian Classics Series), 1998.  (ISBN 0-231-10873-7)
- Karen Brazell (Editor), Traditional Japanese Theater: An Anthology of Plays, Columbia University Press, 1999